# سام رید (بازیگر)
سام رید (به انگلیسی: Sam Reid) (زاده ۱۲ اکتبر ۱۹۶۰) بازیگر استرالیایی است.
از فیلم‌های معروف او می‌توان به بازی در فیلم مرد راه‌آهن، باشگاه شورش و شکوفه اشاره کرد.

## گزیدهٔ آثار سینمایی و تلویزیونی
| سال  | عنوان                  | نقش               | یادداشت‌ها                     |
| ---- | ---------------------- | ----------------- | ----------------------------- |
| ۲۰۰۷ | همه قدیسین             | مارتی آرنت        | فصل ۱۰، قسمت ۲ «سخت‌ترین کلمه» |
| ۲۰۱۱ | گمنام                  | رابرت دوروکس      |                               |
| ۲۰۱۱ | مأموران مخفی           | هری جوان          | سری ۱۰ قسمت ۱ و ۶             |
| ۲۰۱۲ | وایت‌چپل                | دیمون نلسون       | سری ۳ قسمت ۴                  |
| ۲۰۱۲ | خانواده هتفیلد و مک‌کوی | تولبرت مک‌کوی      | مینی‌سریال تلویزیونی           |
| ۲۰۱۳ | مارپل آگاتا کریستی     | نات فلچر          |                               |
| ۲۰۱۳ | مرد راه‌آهن             | فینلی جوانتر      |                               |
| ۲۰۱۴ | ۷۱                     | ستوان دوم آرمیتاژ |                               |
| ۲۰۱۴ | سرنا                   | وان               |                               |
| ۲۰۱۴ | باشگاه شورش            | هوگو              |                               |
| ۲۰۱۴ | دروغ سفید              | فرانک             |                               |
| ۲۰۱۷ | ۲۲                     | جوناس             |                               |
| ۲۰۱۹ | شکوفه                  | مکس جوان          |                               |
| ۲۰۱۹ | در انتظار بربرها       | ستوان             |                               |
| ۲۰۲۲ | مصاحبه با خون‌آشام      | لستات د لاین‌کرت   | سریال تلویزیونی               |